# Temple de Barbar
El Temple de Barbar és un jaciment arqueològic situat al poble de Barbar, en la governació Nord de Bahrain, considerat part de la cultura Dilmun. El més recent dels tres temples de Barbar el va redescobrir un equip arqueològic danés el 1954. Se'n descobriren altres dos més, i el més antic data del 3000 abans de la nostra era. Els temples s'havien construït amb blocs de pedra calcària, segurament tallats a l'illa Jidda.

## Història

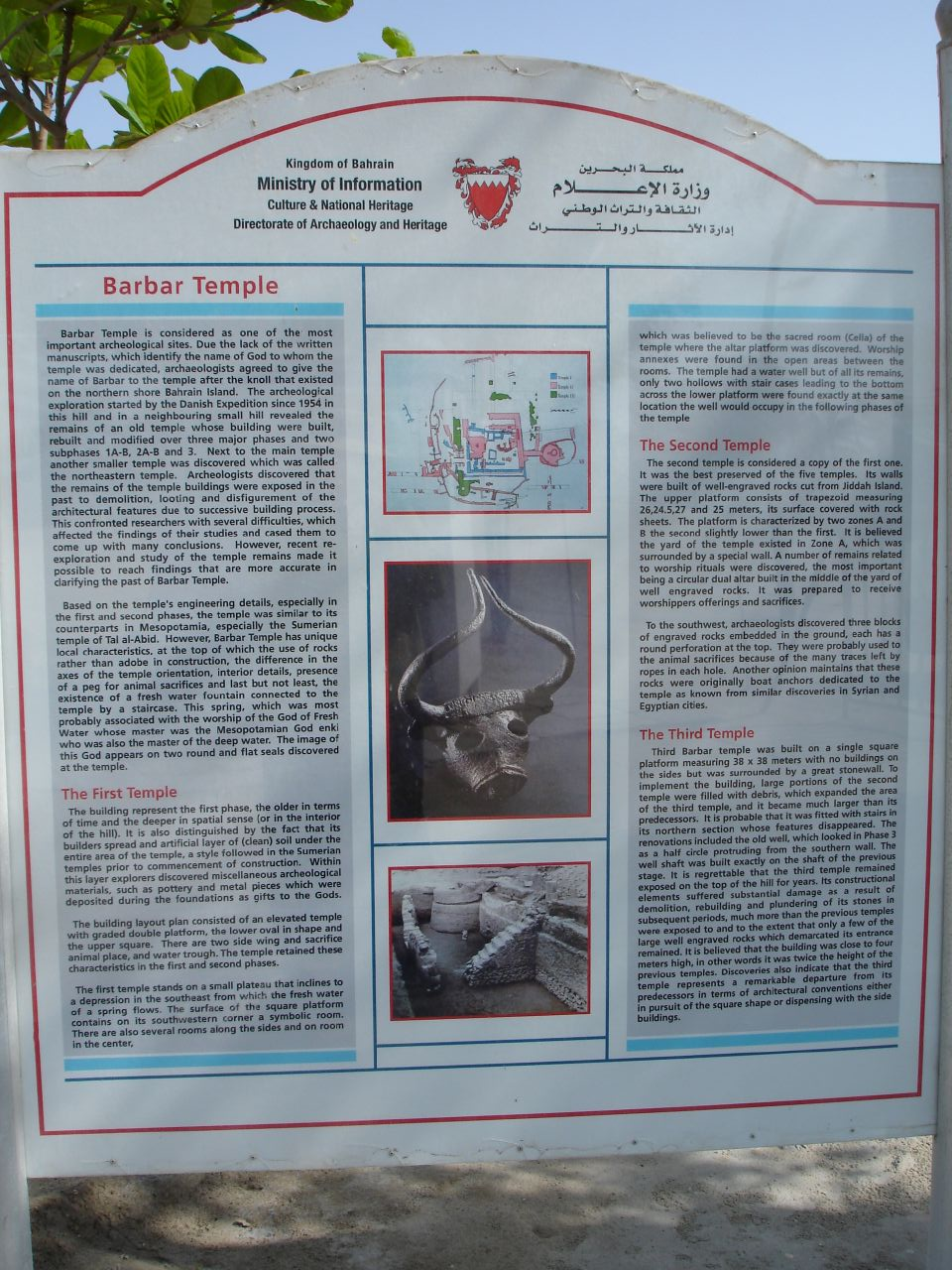
Informació al jaciment

Els tres temples es construïren un damunt de l'altre; el segon aproximadament 500 anys després i el tercer s'hi afegiria entre el 2100 ae i 2000 ae.
Sembla que els temples eren el lloc d'adoració del déu Enki, el déu de la saviesa i l'aigua dolça, i la seua esposa Ninhursag. El temple conté dos altars i una font d'aigua natural que devia tenir un significat espiritual. Durant l'excavació s'hi van trobar moltes eines, armes, ceràmica i petites peces d'or que s'exhibeixen en el Museu Nacional de Bahrain. La troballa més famosa era un cap de toro de bronze.
El jaciment s'inclou en la llista temptativa del Patrimoni Mundial de la UNESCO.

## Arqueologia
P. V. Glob va descobrir el jaciment el 1954. Les excavacions, realitzades per un equip danés dirigit per Hellmuth Andersen i Peder Mortensen, començaren aquell any i es van estendre fins al 1962. El treball se'n reprengué el 2004.